# Верхнежиримское сельское поселение
Верхнежиримское се́льское поселе́ние (бур. Дээдэ Жиримын hомон) — муниципальное образование в Тарбагатайском районе Бурятии Российской Федерации. Сельское поселение расположено в 80 км от столицы республики Улан-Удэ и в 30 км к юго-западу от районного центра села Тарбагатай, в долине реки Жиримка.
Административный центр — село Верхний Жирим.

## История
Статус и границы сельского поселения установлены законом Республики Бурятии от 31 декабря 2004 года № 985-III «Об установлении границ, образовании и наделении статусом муниципальных образований в Республике Бурятия».

## Население
| 2002  | 2011  | 2012  | 2013  | 2014  | 2015  | 2016  |
| ----- | ----- | ----- | ----- | ----- | ----- | ----- |
| 1531  | ↘1406 | ↘1385 | ↘1355 | ↘1339 | ↘1307 | ↘1283 |
| 2017  | 2018  | 2019  | 2020  | 2021  | 2023  | 2024  |
| ↘1260 | ↘1219 | ↘1216 | ↘1178 | ↘1018 | ↘990  | ↘932  |

## Состав сельского поселения
| № | Населённый пункт | Тип населённого пункта       | Население |
| - | ---------------- | ---------------------------- | --------- |
| 1 | Барыкино-Ключи   | село                         | ↘162      |
| 2 | Верхний Жирим    | село, административный центр | ↘964      |
| 3 | Хандагатай       | село                         | ↘286      |